# Königreich Abchasien
Das Königreich Abchasien (abchasisch Аҧсуа аҳра, georgisch აფხაზთა სამეფო apchasta samepo), auch Egrisi-Abchasien, war ein mittelalterliches, feudales Königreich. Das Reich umfasste das Gebiet des heutigen Abchasiens, allerdings gehörten im Norden größere Gebiete der heute russischen Region Krasnodar und im Süden und Osten signifikante Teile des heutigen Georgiens ebenfalls zum Königreich Abchasien.
Es existierte als unabhängiger Staat ab zirka 780 und ging im Jahr 1008 im Zuge einer dynastischen Vereinigung im Königreich Georgien auf.

## Geschichte

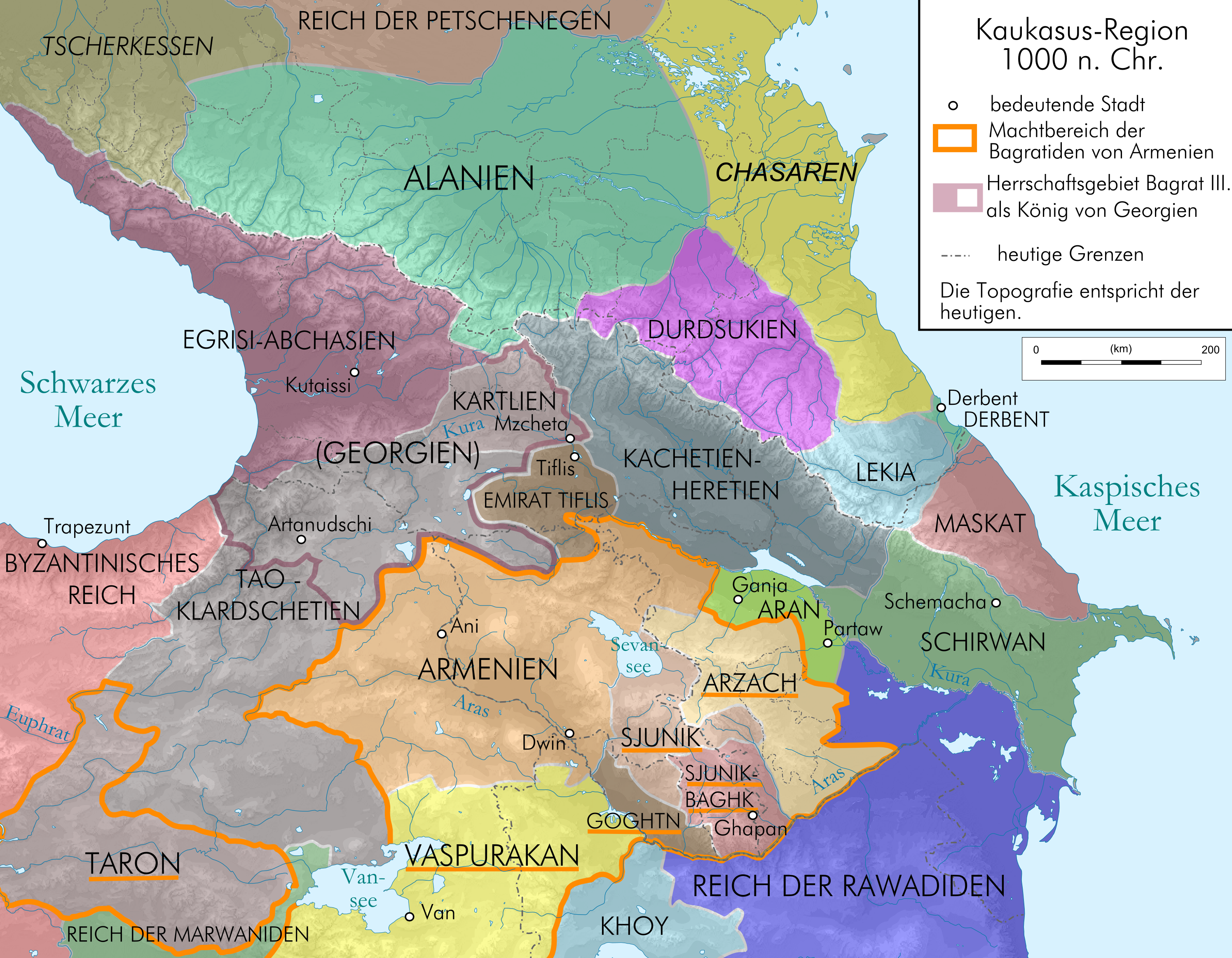
Die Kaukasus-Region um das Jahr 1000, mit Abchasien

Das Königreich Lasika (georgisch auch „Egrisi“ genannt) wurde im 6. Jahrhundert christianisiert, zerfiel aber im 7./8. Jahrhundert in mehrere kleine Fürstentümer. Einer der Nachfolgestaaten war das  Fürstentum Abchasien, das durch die Expansion des Stammesverbandes der Abchasen (von georgisch: „apchasi“; auch „Abasgen“ von griechisch „Abasgoi“) unter byzantinischem Schutz entstand. Die abchasischen Herrscher waren als Archon Byzanz untergeben. Nach Angriffen der Araber ab Mitte des 8. Jahrhunderts erreichte Leon II. (Lewan II.) schließlich mit Hilfe der Chasaren die vollständige Unabhängigkeit des Landes.
Unter Lewan II. entstand um 780 das Königreich (Egrisi-)Abchasien aus einer dynastischen Verbindung zwischen seinem Fürstentum Abchasien und dem jüngeren Egrisi (etwa die Region Mingrelien), einem Rest des alten Lasikas, den er von seiner Frau erbte. Lewan II. eroberte weitere Gebiete im Osten und Süden und verlegte die Hauptstadt Anacopia nach Kutaissi. In der Folgezeit expandierte das Königreich, in den 860er-Jahren konnte Innerkartlien besetzt werden, das man aber am Ende des Jahrhunderts wieder verlor. Mitte des 10. Jahrhunderts hatte Abchasien Teile der Region Dschawacheti eingenommen und im Norden wuchs der Einfluss auch auf die Alanen.
Ab der zweiten Hälfte des 10. Jahrhunderts kam es im Land zu Revolten und Unruhen, die insbesondere unter Theodosius III. eskalierten. Die führende Rolle in der Region hatte das Reich dadurch weitgehend abtreten müssen. Theodosius starb kinderlos im Jahr 978.

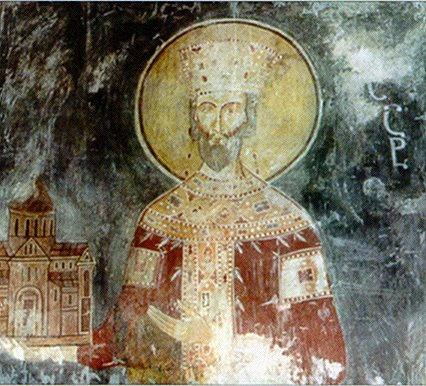
König Bagrat III.

Nach internen Thronstreitigkeiten wurde schließlich Theodosius’ Neffe Bagrat III. aus dem Hause der georgischen Bagratiden im selben Jahr neuer König Abchasiens. Bagrat war bereits seit 975 Herrscher von Tao-Klardschetien. Im Jahr 1008 gingen die beiden Reiche endgültig ineinander auf, durch die dynastische Vereinigung entstand somit das Königreich Georgien.
Das Königreich Abchasien wird heute sowohl von Abchasen als auch von Georgiern für sich vereinnahmt. Es existierten mehrere Stammesverbände in der Region, deren sprachliche Zuordnung umstritten ist, die schriftlich überlieferte Sprache war seit dieser Zeit aufgrund der Zugehörigkeit zur georgischen Kirche die georgische Sprache.